# Tự sát
Tự sát (Hán tự: 自殺, có nghĩa là "tự giết", tiếng Anh: suicide. Bắt nguồn từ Tiếng Latinh: Suicidium, từ chữ sui caedere nghĩa là "giết chính mình") hay tự tử, quyên sinh, trẫm mình, tự kết liễu cuộc đời, tự kết thúc cuộc đời, tự vẫn là hành động của một người cố ý gây ra cái chết cho chính mình. Tự sát thường liên quan đến trạng thái tuyệt vọng, hoặc do một số rối loạn tâm thần cơ bản bao gồm trầm cảm, rối loạn lưỡng cực, tâm thần phân liệt, nghiện rượu và lạm dụng chất ma túy. Chịu áp lực hoặc gặp những tình cảnh bất hạnh như khó khăn về tài chính hoặc gặp rắc rối với các mối quan hệ xã hội khác (như thất tình, gây mâu thuẫn với gia đình, bạn bè....) có thể đóng một vai trò quan trọng gây ra quyết định tự sát.
Có hơn một triệu người chết do tự sát mỗi năm. Tổ chức Y tế Thế giới (WHO) ước tính rằng tự sát là nguyên nhân đứng thứ 13 gây ra tử vong trên toàn thế giới và Hội đồng An toàn quốc gia Hoa Kỳ (National Safety Council) đánh giá tự sát là nguyên nhân đứng thứ 6 gây ra số người chết tại Hoa Kỳ. Mặt khác, tự sát là nguyên nhân hàng đầu gây tử vong ở thanh thiếu niên và người trưởng thành dưới 35 tuổi. Tỷ lệ tự sát ở nam cao hơn nhiều so với ở nữ giới. Có khoảng 10-20 triệu vụ tự sát không thành xảy ra mỗi năm trên toàn thế giới.
Quan điểm về hành vi tự sát bị ảnh hưởng bởi những quan niệm văn hóa rộng hơn về các khía cạnh như tôn giáo, danh dự, và ý nghĩa cuộc sống. Các tôn giáo khởi nguồn từ Abraham xem tự sát như là một hành vi phạm tội đối với Thiên Chúa do niềm tin tôn giáo về sự thiêng liêng của cuộc sống. Ở phương Tây nó thường bị coi như là một tội ác nghiêm trọng. Ngược lại, trong thời kỳ samurai ở Nhật Bản, mổ bụng tự sát (gọi là Seppuku) được tôn trọng như một phương tiện để chuộc tội cho sự thất bại hoặc là một hình thức phản đối. Trong thế kỷ 20, tự sát bằng hình thức tự thiêu đã được sử dụng như là một cách để bày tỏ sự phản đối, trong phương thức cảm tử của thần phong và đánh bom tự sát được xem như là chiến thuật quân sự hoặc khủng bố. Sati là một nghi thức tang lễ của đạo Hindu, trong nghi thức này người góa phụ hoặc là tự nguyện, hoặc bị áp lực từ gia đình và luật lệ sẽ phải cùng chịu thiêu chung với xác chồng, nghi thức này cũng được thực hiện tương tự tại Chiêm Thành.
Tự sát với sự hỗ trợ của y tế (chết tự nguyện, hoặc quyền được chết) là một đề tài gây tranh cãi về đạo đức có liên quan đến vấn đề của những người bị bệnh nan y, phải chịu đau đớn cùng cực, hoặc có (nhận biết và hiểu) về chất lượng cuộc sống cực tệ do bị thương tật hoặc bệnh tật. Tự hy sinh mình vì người khác không phải luôn luôn bị xem như là tự sát, vì mục đích không phải là để giết mình mà là để cứu những người khác, tuy nhiên, theo thuyết của Émile Durkheim gọi những trường hợp như vậy là hành vi "tự sát vị tha".

## Phân loại

### Tự hại
Tự gây tổn hại cho bản thân không phải là một hành động cố gắng tự sát, tuy nhiên, ban đầu tự hại bị phân loại lầm như là một cố gắng tự sát. Có một mối quan hệ nhân quả tương quan giữa tự hại và tự sát đó là cả hai đều là dạng ảnh hưởng phổ biến nhất của bệnh trầm cảm.

### An tử và Trợ tử

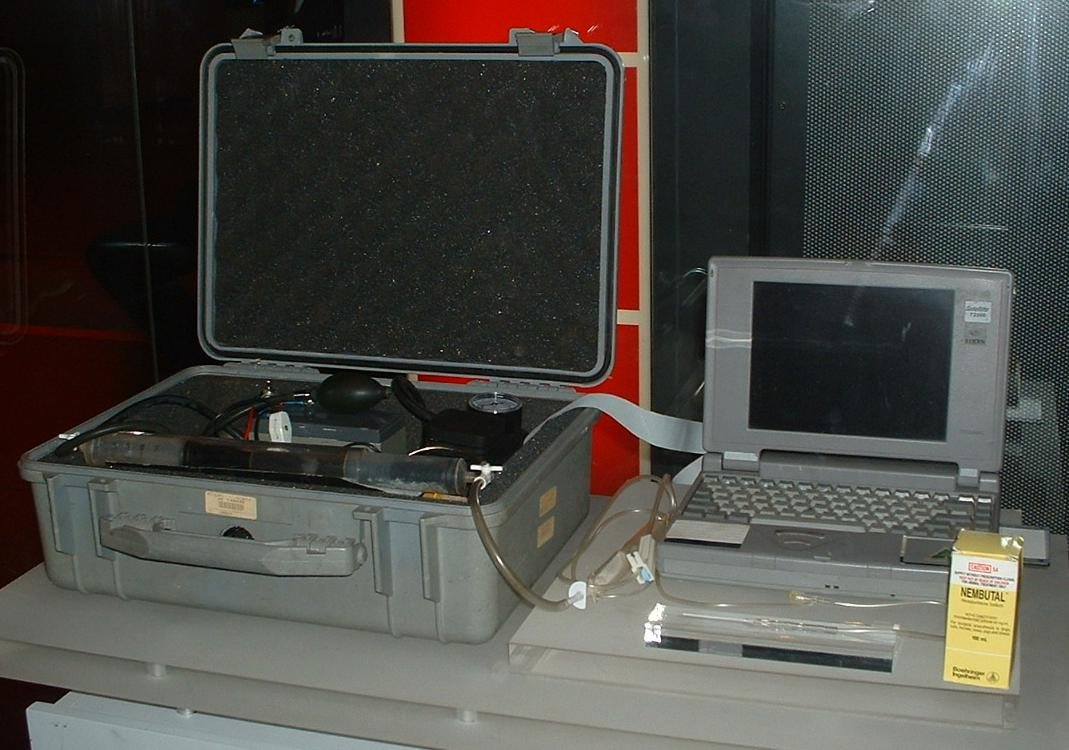
Máy an tử phát minh bởi bác sĩ Philip Nitschke, hình chụp tại bảo tàng khoa học, Luân Đôn.

Những cá nhân muốn kết thúc cuộc sống của mình có thể nhờ đến sự trợ giúp của người khác để đạt được cái chết. Những người trợ giúp, thường là một thành viên trong gia đình hoặc bác sĩ, có thể giúp thực hiện các hành động nếu các cá nhân thiếu năng lực vật lý để thực hiện hoặc giúp cung cấp các phương tiện. Trợ tử là một vấn đề gây tranh cãi về mặt đạo đức và chính trị ở nhiều nước, như đã thấy xung quanh vụ bê bối của bác sĩ Jack Kevorkian, một nhân viên y tế, đã bị phát hiện có những hoạt động trợ giúp các bệnh nhân để kết thúc cuộc sống của họ, và sau đó bị kết án tù.

### Cận tự tử
Cận tự tử (near-suicide) là một hiện tượng mà bệnh nhân bị bệnh nặng hoặc bị thương có thể quyết định ngừng điều trị y tế nếu họ tin rằng chi phí điều trị sẽ gây ra cảnh túng quẫn cho gia đình họ. Nghiên cứu cho thấy những bệnh nhân mắc bệnh hoặc chấn thương nghiêm trọng có nhiều khả năng bỏ điều trị nếu họ tin rằng chi phí sẽ ảnh hưởng nặng nề đến tình hình tài chính của gia đình họ, các quyết định này có thể coi là "gần như tự sát".

### Tự sát giết người
Tự sát giết người là một hành động mà trong đó một cá nhân giết chết một hoặc nhiều người khác ngay lập tức trước hoặc cùng thời điểm với chính cá nhân đó.
Nguyên nhân giết người trong tự sát giết người có thể đơn thuần là một tội ác hoặc thủ phạm cảm thấy đó như là một hành động của sự quan tâm đến những người thân yêu của mình trong bối cảnh bị trầm cảm nặng.

### Tấn công tự sát
Một cuộc tấn công tự sát khi kẻ tấn công gây ra một hành động bạo lực đối với những người khác, thường là để đạt được một mục tiêu quân sự hay chính trị, kết quả cũng bao gồm luôn cái chết của chính mình. Đánh bom tự sát thường được coi là một hành động khủng bố. Những dẫn chứng lịch sử như vụ ám sát Sa hoàng Alexander II hoặc các cuộc tấn công thần phong thực hiện bởi các phi công của Nhật Bản trong Chiến tranh thế giới thứ hai, cũng như các cuộc tấn công thời gian gần đây, chẳng hạn như Sự kiện 11 tháng 9. Một trong những hậu quả thảm khốc nhất mà các vụ tấn công tự sát gây ra trong lịch sử là vụ khủng bố 11/9. Kể từ ngày một nhóm gồm 19 tay súng liên kết với Al-Qaeda cướp 4 máy bay để thực hiện các vụ tấn công liều chết vào tòa tháp đôi và Lầu Năm Góc, giết chết gần 3.000 người, số vụ tấn công tự sát được xác nhận và nghi ngờ đã tăng lên nhanh chóng trên toàn cầu với khoảng 338 cuộc tấn công mỗi năm. Trong đó, có một số lượng các vụ tấn công liên quan tới yếu tố tôn giáo .

### Tự sát tập thể
Một số vụ tự sát được thực hiện bởi áp lực ảnh hưởng của bạn bè hoặc của một nhóm người. Tự sát tập thể có thể diễn ra chỉ với 2 người theo một "hiệp ước tự sát" hoặc với sự tham gia của một nhóm nhiều người. Một vụ tự sát tập thể đã xảy ra ở Guyana vào năm 1978 bởi các thành viên của Peoples Temper, một giáo phái ở Mỹ cầm đầu bởi Jim Jones.

### Hiệp ước tự sát
Một hiệp ước tự sát tức là một vụ tự sát của hai hoặc nhiều cá nhân theo một kế hoạch đã thỏa thuận. Kế hoạch có thể được chết cùng nhau, hoặc riêng lẻ và cùng một thời điểm. Hiệp ước tự sát thường được phân biệt với tự sát tập thể. Những đề cập gần đây về những sự cố mà trong đó một nhóm nhiều người đã tự sát cùng nhau vì cùng một lý do về ý thức hệ, thường trong một bối cảnh tôn giáo, chính trị, quân sự hoặc bán quân sự. Hiệp ước tự sát, mặt khác, thường liên quan đến một nhóm ít người (chẳng hạn như các cặp đã kết hôn, các thành viên trong gia đình, hoặc bạn bè) cùng có những động cơ cá nhân mạnh mẽ.

### Tự sát phản đối
Tự sát phản đối hay còn gọi là tự sát vị tha là hành vi tự sát dưới hình thức hy sinh bản thân để đạt được một mục tiêu, để phục vụ một nguyên nhân hay là kết quả của việc thiếu nhận thức về thực tế hoặc thiếu sự lựa chọn thay thế. Các hình thức tự sát này thường là tự thiêu, tuyệt thực... Gandhi đã tuyệt thực 3 tuần vào mùa thu năm 1924 để ngăn chặn cuộc giao tranh giữa người Ấn Độ giáo và người Hồi giáo. Trong chiến tranh Việt Nam, đã có nhiều nhà sư đã tự thiêu bằng xăng ở những nơi công cộng. Điều này chỉ để phản đối một chính sách hay sự việc nào đó, và khó có thể ảnh hưởng đến tiến trình của cuộc chiến.

## Yếu tố nguy cơ

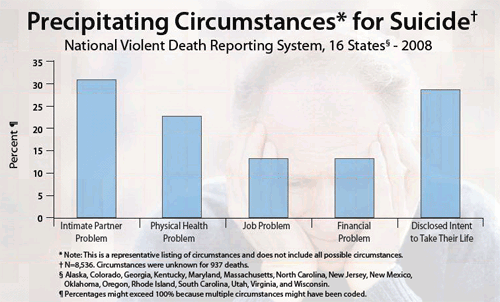
Danh sách các trường hợp tự sát tiêu biểu trong 16 tiểu bang ở Hoa Kỳ. Biểu đồ không bao gồm tất cả các trường hợp có thể xảy ra.
Các cột từ trái qua phải: Vấn đề quan hệ tình cảm, sức khỏe vật lý, việc làm, tài chính, ý định tự sát bị tiết lộ.

Một số yếu tố có liên quan tới nguy cơ tự sát bao gồm: rối loạn tâm thần, nghiện ma túy, lý lịch gia đình, sẵn có các phương tiện, và các yếu tố về kinh tế - xã hội. Những hoàn cảnh bên ngoài, chẳng hạn như là một sự kiện đau buồn, có thể kích hoạt tự sát nhưng nó dường như không phải là một nguyên nhân độc lập.

### Rối loạn tâm thần

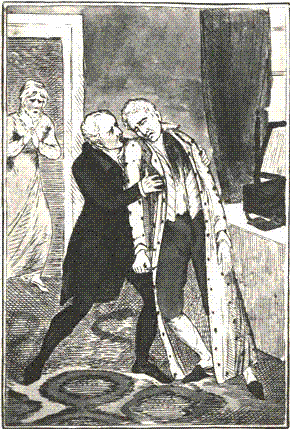
Vị chính khách Robert Stewart tự sát, 12 tháng 8 năm 1822

Rối loạn tâm thần thường xuyên xuất hiện tại thời điểm tự sát với các ước tính từ 87% đến 98%. Khi phân loại các rối loạn tâm thần trong các vụ tự sát thì có 30% trường hợp bị rối loạn cảm xúc, 18% bị lạm dụng chất gây nghiện, 14% bị tâm thần phân liệt, và 13% bị rối loạn nhân cách. Khoảng 5% người tử vong vì bệnh tâm thần phân liệt là do tự sát. Trầm cảm là một trong những rối loạn tâm thần phổ biến nhất với số lượng được chẩn đoán ngày càng tăng trên toàn thế giới, và thường là yếu tố thúc giục sự tự sát. Chỉ riêng tại Hoa Kỳ, trầm cảm làm ảnh hưởng đến 17.6 triệu người mỗi năm hoặc cứ 6 người thì có một người bị bệnh. Trong hai mươi năm tới, dự kiến trầm cảm sẽ trở thành nguyên nhân gây bệnh tật đứng hàng thứ hai trên toàn thế và là nguyên nhân hàng đầu trong các quốc gia có thu nhập cao, kể cả Hoa Kỳ.
Trong khoảng 75% các vụ tự sát thành công, các bệnh nhân đã đến gặp bác sĩ trong vòng một năm trước khi chết, 45% - 66% trong vòng một tháng trước khi chết. Khoảng 33% - 41% số người tự sát thành công đã có liên hệ với các dịch vụ sức khỏe tâm thần trong vòng một năm trước khi chết, 20% trong vòng một tháng trước.
Nguyên nhân gây ra khoảng 10% những trường hợp có triệu chứng tâm lý có thể là do vấn đề y tế, kết quả của một nghiên cứu cho thấy khoảng 50% các cá nhân bị bệnh tâm thần nghiêm trọng có điều kiện y tế chung là phần lớn không được chẩn đoán và điều trị do đó có thể gây ra hoặc làm trầm trọng thêm các triệu chứng tâm thần.(Rothbard AB,et al. 2009)

### Lạm dụng chất gây nghiện
Lạm dụng chất gây nghiện là nguyên nhân phổ biến thứ hai gây ra tự sát sau rối loạn tâm thần. Cả hai trường hợp lạm dụng mạn tính hay cấp tính đều liên quan đến tự sát, là do các hóa chất tác động lên thần kinh gây những hiệu ứng say và không kiểm soát được hành vi; Khi kết hợp với đau buồn cá nhân như mất người thân, thì nguy cơ tự sát sẽ tăng lên rất nhiều. Những khuyến cáo về việc nghiện ma túy hoặc nghiện rượu dễ sinh ra các ý nghĩ tự sát đã được đưa ra. Một cuộc điều tra trong các nhà tù ở New York cho thấy 90% tù nhân tự sát có tiền sử lạm dụng chất gây nghiện.

#### Cocain
Việc sử dụng các loại ma túy như cocain có một mối tương quan cao với tự sát. Tự sát có thể xảy ra trong giai đoạn đang "phê" thuốc hay giai đoạn cai nghiện đối với người nghiện mãn tính. Đối với những trường hợp tự sát ở người thành niên trẻ thường là do lạm dụng chất ma túy tổng hợp, trong khi đối với người lớn tuổi thì nguyên nhân chính là do nghiện rượu. Tại San Diego, khoảng 30% các vụ tự sát ở những người dưới 30 tuổi là do sử dụng cocain. Trong thời gian cai nghiện cocain có thể dẫn đến những triệu chứng trầm cảm mãnh liệt cùng với các hiệu ứng đau khổ về tinh thần khác làm tăng nguy cơ tự sát.

#### Methamphetamine
Sử dụng methamphetamine có quan hệ mật thiết với trầm cảm và tự sát cũng như gây ra một loạt các hiệu ứng khác bất lợi cho sức khỏe thể chất và tinh thần.

#### Các opioid
Người sử dụng heroin có một tỷ lệ tử vong cao gấp 13 lần so với những người nghiện các chất khác, trong số đó tự sát chiếm 3-35%, và cao gấp 14 lần so với những người chết vì tự sát do lạm dụng chất gây nghiện khác. 25% bệnh nhân điều trị cai nghiện heroin tại Úc bị trầm cảm.

#### Rượu
Lạm dụng rượu có liên quan đến một số rối loạn sức khỏe tâm thần và nghiện rượu có một tỷ lệ tự sát rất cao. Mỗi ngày uống 6 ly rượu mạnh hoặc nhiều hơn có nguy cơ tự sát cao gấp 6 lần người thường. Những người nghiện rượu nặng hoặc lạm dụng chất cồn có tỷ lệ trầm cảm cao. Tranh cãi trước đây cho rằng những người nghiện rượu phát triển trầm cảm là do họ tự uống thuốc (có thể đúng trong vài trường hợp), tuy nhiên theo nghiên cứu gần đây cho thấy việc thường xuyên uống rượu quá mức trong thời gian dài bản thân nó đã trực tiếp gây ra chứng trầm cảm.

#### Benzodiazepine
Benzodiazepine là một loại thuốc an thần, tuy nhiên nếu kê toa benzodiazepine hoặc lạm dụng trong thời gian dài có thể gây ra trầm cảm và tự sát. Nên cẩn thận trong việc kê toa loại thuốc này, đặc biệt là đối với những bệnh nhân có nguy cơ tự sát. Các thanh thiếu niên sử dụng benzodiazepine có nguy cơ tự hại hoặc tự sát tăng cao, mặc dù mẫu thống kê khá nhỏ. Những ảnh hưởng của các benzodiazepine đối với thanh thiếu niên dưới 18 tuổi cần phải được nghiên cứu thêm. Cần thiết phải thêm vào khuyến cáo cẩn trọng khi sử dụng benzodiazepine đối với thanh thiếu niên bị trầm cảm.

#### Hút thuốc lá
Có nhiều nghiên cứu được thực hiện cho thấy một mối quan hệ giữa việc hút thuốc với những ý nghĩ và cố gắng tự sát. Trong một nghiên cứu được thực hiện với các y tá, những người hút thuốc từ 1-24 điếu mỗi ngày có nguy cơ tự sát cao gấp đôi, hút 25 điếu hoặc hơn nguy cơ tự sát cao gấp 4 lần so với những người không bao giờ hút thuốc lá. Trong một nghiên cứu thực hiện với 300.000 nam quân nhân thuộc quân đội Hoa Kỳ cho thấy có một mối liên hệ rõ ràng giữa tự sát và hút thuốc, những người hút thuốc lá trên một gói một ngày có tỷ lệ tự sát cao gấp 2 lần so với những người không hút thuốc.

#### Nghiện cờ bạc
Người nghiện cờ bạc thường có những ý định và cố gắng tự sát cao hơn so người bình thường. Nghiện cờ bạc ở người trẻ tuổi làm tăng nguy cơ tự sát, tuy nhiên những cố gắng tự sát liên quan đến cờ bạc thường được thực hiện bởi những con nghiện cao tuổi. Nghiện cờ bạc kết hợp với lạm dụng chất gây nghiện hoặc rối loạn tâm thần sẽ làm tăng nguy cơ tự sát.
Một nghiên cứu bệnh viện ở Úc phát hiện ra rằng 17% các trường hợp tự sát được đưa vào khoa cấp cứu của bệnh viện Alfred là những người nghiện cờ bạc.

### Sinh học
Yếu tố di truyền có ảnh hưởng đến nguy cơ tự sát, với phương sai phân tán trong khoảng 30-50%, phần lớn là do di truyền của bệnh tâm thần. Có bằng chứng cho thấy nếu cha mẹ tự sát sẽ là một yếu tố dự báo mạnh mẽ về những nỗ lực tự sát trong số các người con của họ.

### Yếu tố xã hội

#### Tự sát như một hình thức thách thức và kháng nghị
Tại Ireland, phản đối bằng cách tuyệt thực cho đến chết đã được sử dụng như một chiến thuật trong thời gian gần đây vì các nguyên nhân chính trị. Trong xung đột vũ trang tại Bắc Ireland, một cuộc tuyệt thực đã được Quân đội Cộng hòa Ireland lâm thời (IRA) đưa ra để yêu cầu các tù nhân của họ phải được phân loại lại như là những tù nhân chiến tranh chứ không phải là những kẻ khủng bố, trong suốt cuộc tuyệt thực nổi tiếng vào năm 1981, dẫn đầu bởi Bobby Sands với kết quả là 10 trường hợp tử vong. Nguyên nhân cái chết được các nhân viên điều tra ghi nhận là "tự nhịn đói đến chết" ("starvation, self-imposed") chứ không phải là tự tử, sau khi bị gia đình của các nạn nhân phản đối thì sửa lại trên giấy chứng tử gọn lại là "đói" ("starvation").

#### Tự sát để thoát khỏi sự trừng phạt của pháp luật
Một tội phạm có thể quyết định tự sát để tránh bị truy tố và nhục nhã. Hermann Göring, một sĩ quan không quân cao cấp của Đức Quốc xã, đã tự sát bằng 1 viên nang chứa xyanua để thoát khỏi cảnh bị treo cổ sau phán quyết tại tòa án Nürnberg. Một số vụ nổ súng học đường, bao gồm cả vụ thảm sát trường trung học Columbine và thảm sát đại học bách khoa Virginia, đã kết thúc bằng việc thủ phạm tự sát.

#### Tự sát để phục vụ mục đích quân sự

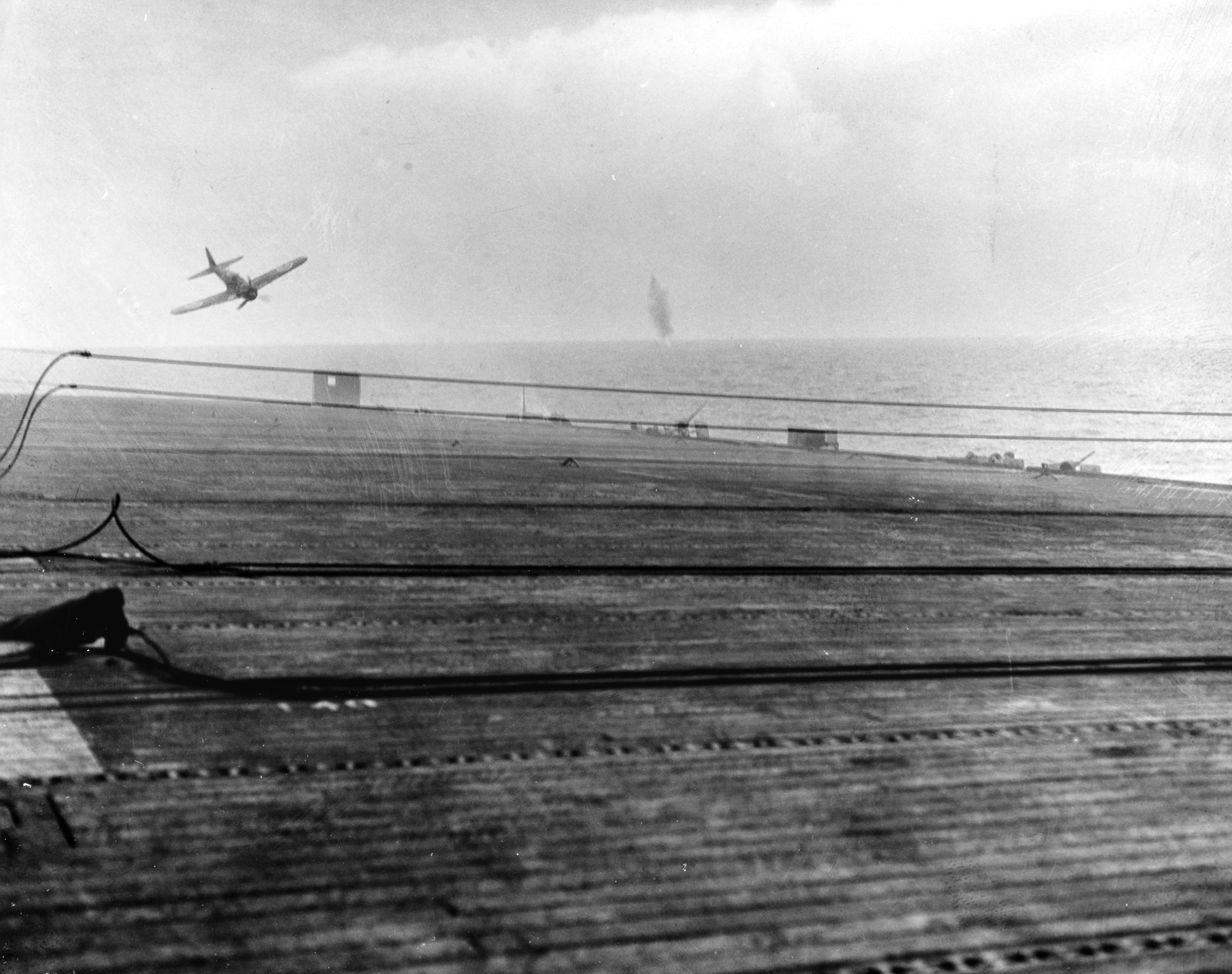
Một cuộc tấn công thần phong vào tàu sân bay hộ tống USS White Plains của Hoa Kỳ.

Trong những ngày cuối cùng của chiến tranh thế giới thứ hai, một số phi công Nhật Bản tình nguyện cho các phi vụ Thần phong trong một nỗ lực để ngăn chặn thất bại của Đế quốc Nhật Bản, trong khi lực lượng dưới mặt đất bắt đầu những cuộc tấn công banzai. Gần cuối của Thế chiến II, Nhật Bản thiết kế Ohka, một loại máy bay nhỏ có mục đích duy nhất là nhiệm vụ Thần phong. Tương tự như không quân của Đức sử dụng Selbstopfereinsatz (những nhiệm vụ cảm tử) để phá các cầu của Liên Xô.

#### Tự sát vì nghĩa vụ
Tự sát vì nghĩa vụ hay bổn phận là một hành động tự sát có hoặc không gây tử vong, được thực hiện với niềm tin rằng việc này sẽ đạt được những điều tốt đẹp hơn, chứ không phải là để thoát khỏi những điều kiện quá đáng hoặc quá khắc nghiệt. Việc tự sát có thể là tự nguyện, để giảm bớt nỗi ô nhục hay như là một sự trừng phạt, hoặc phải cáng đáng danh tiếng của dòng tộc.
Các quý tộc La Mã bị truất phế đôi khi được phép tự sát để cho gia đình của họ thoát khỏi những hình phạt. Ví dụ Hoàng đế Nero đã bị ép phải tự sát khi phải đối mặt với một cuộc nổi dậy và án tử hình. Gần đây hơn là trường hợp của Erwin Rommel trong vụ âm mưu 20 tháng 7 nhằm ám sát Hitler. Rommel bị đe dọa nếu không tự sát thì sẽ bị đem ra xét xử công khai, xử tử và gia đình ông sẽ bị liên lụy. Và cuối cùng ông đã chọn phương thức tự sát.

#### Tự sát như là một cách để giải thoát
Ở đây "giải thoát" là mong muốn của một cá nhân rằng họ sẽ không phải đối mặt với những sự việc xảy ra trong đời sống của họ. Nếu bỏ qua nguyên nhân tổn thương thần kinh thần kinh vật lý (não tổn thương) dẫn đến không kiểm soát được cảm xúc hành vi, một cá nhân có thể thực hiện hành động tự sát với hi vọng rằng được "giải thoát" khi cuộc sống của họ đã kết thúc. Những nguyên nhân khiến một cá nhân muốn tự sát để được "giải thoát" có thể liên quan trực tiếp đến chính sự sống và chất lượng cuộc sống của họ như bệnh tật hiểm nghèo, tình trạng kinh tế quá khắc nghiệt để duy trì sự sống, bị đe dọa giết hại hoặc giúp họ thoát khỏi những ám ảnh liên quan đến những sự kiện có thực đã xảy ra trong quá khứ, đang xảy ra ở hiện tại và có thể sẽ xảy ra trong tương lai. Dạng mục đích tự sát này có thể mang ý nghĩa bao trùm toàn bộ hoặc bao trùm một phần đối với các dạng mục đích tự sát khác, loại trừ (như đã nói) do tổn thương vật lý của hệ thần kinh. Ngoài ra quyết định chấm dứt cuộc sống với mục đích được "giải thoát" có thể là hậu quả của dạng bệnh thần kinh mà có mối liên quan chưa được làm rõ tới tổn thương của bộ não như chứng tự kỷ, rối loạn ám ảnh cưỡng chế.

### Những yếu tố khác
Các yếu tố kinh tế - xã hội như nghèo đói, thất nghiệp, vô gia cư, và phân biệt đối xử có thể gây ra ý nghĩ tự sát. Nghèo không thể là một nguyên nhân trực tiếp nhưng nó có thể làm tăng nguy cơ tự sát, vì là nhóm có nguy cơ lớn với trầm cảm. Sự ủng hộ tích cực đối với tự sát cũng là một yếu tố góp phần. Trí thông minh ban đầu được đề xuất như là một yếu tố như trong một giải thích của tâm lý học tiến hóa về việc thừa nhận một trí thông minh tối thiểu cần thiết cho một quyết định tự sát, các mối liên hệ tích cực giữa chỉ số IQ và tự sát đã được nhắc lại trong một số nghiên cứu.

## Phương thức tự sát

Những phương thức tự sát phổ biến nhất. Dữ liệu từ CDC.

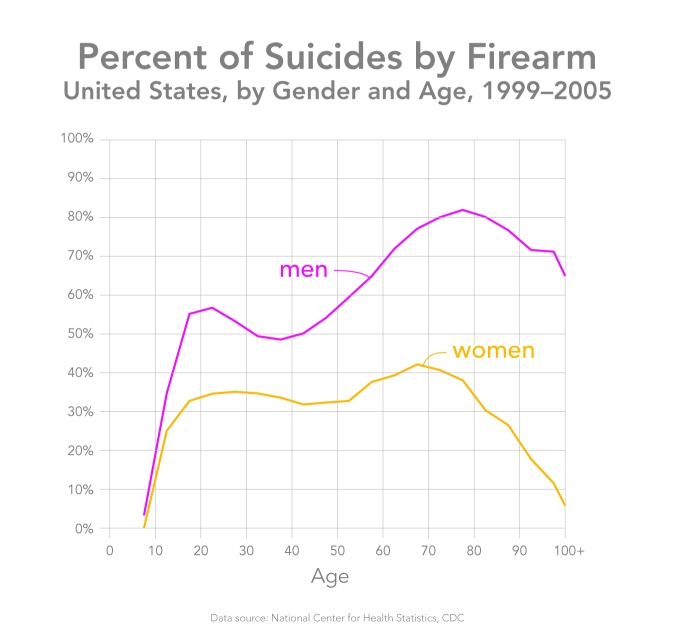
Tỷ lệ các vụ tự sát bằng súng tại Hoa Kỳ, theo giới tính và tuổi tác, 1999–2005. Dữ liệu từ CDC.

Tỉ lệ tự sát theo độ tuổi

Các phương thức tự sát chính giữa các quốc gia khác nhau đáng kể. Các phương thức chính trong các khu vực khác nhau bao gồm treo cổ, uống thuốc trừ sâu uống thuốc độc, và dùng súng. 30% các vụ tự sát trên toàn thế giới là uống thuốc trừ sâu uống thuốc độc, tuy nhiên có sự thay đổi rõ rệt theo từng vùng với 4% ở châu Âu và hơn 50% trong khu vực Thái Bình Dương. 52% các vụ tự sát ở Hoa Kỳ là dùng súng. Làm ngạt (chẳng hạn như dùng túi tự sát) là khá phổ biến, chiếm khoảng 40% các vụ tự sát tại Hoa Kỳ. Các phương thức tự sát khác như chấn thương đụng dập (nhảy từ một tòa nhà hoặc nhảy cầu, nhảy qua cửa sổ, đứng trên đường ray xe lửa, hoặc đụng xe,..). Mất máu (rạch cổ tay hoặc cổ họng), cố ý chết đuối, tự thiêu, điện giật, và tuyệt thực là những phương pháp tự sát khác.
Có tiếp xúc với tự sát là yếu tố gây nguy cơ tự sát còn gây tranh cãi. Một nghiên cứu năm 1996 không thể tìm thấy mối quan hệ giữa các vụ tự sát trong một nhóm bạn, trong khi một nghiên cứu năm 1986 cho thấy tỷ lệ tự sát tăng sau khi TV chiếu những tin tức liên quan đến tự sát.

## Phòng chống
Phòng chống tự sát là một thuật ngữ được sử dụng để chỉ những nỗ lực tập thể để giảm tỷ lệ tự sát thông qua các biện pháp phòng chống. Trong khi các đường dây nóng hỗ trợ đã được phổ biến nhưng có rất ít bằng chứng cho thấy tác dụng trợ giúp hoặc bác bỏ hẳn hiệu quả của nó. Việc tầm soát ý định tự sát không gây ảnh hưởng đến nguy cơ tự sát.

## Dịch tễ học

Tỉ lệ tự sát bằng cách tự gây vết thương trên mỗi 100.000 người năm 2004.
không rõ
ít hơn 3
3-6
6-9
9-12
12-15
15-18
18-21
21-24
24-27
27-30
30-33
hơn 33

Tự sát là nguyên nhân đứng hạng thứ 10 gây chết người trên toàn thế giới, với khoảng một triệu người chết do tự sát hàng năm. Theo dữ liệu thống kê năm 2007 thì các vụ tự sát ở Hoa Kỳ nhiều hơn gần gấp đôi số vụ giết người và là nguyên nhân gây tử vong xếp hạng 11 ở Hoa Kỳ, xếp trên cả bệnh gan và bệnh Parkinson. Tỷ lệ tự sát tăng 60% trong vòng 50 năm qua trên toàn thế giới, chủ yếu là ở các nước đang phát triển.
Một số lượng lớn các vụ tự sát là ở Châu Á, chiếm tới khoảng 60%. Theo Tổ chức Y tế Thế giới thì ở các vụ tự sát ở Trung Quốc, Ấn Độ và Nhật Bản chiếm khoảng 40% tổng số các vụ tự sát trên thế giới.
Lần đầu tiên trong 1 thập kỷ ở Hoa Kỳ có tỷ lệ tự sát gia tăng. Tỷ lệ tự sát tổng thể tăng từ năm 1999 đến năm 2005 chủ yếu là do sự gia tăng các vụ tự sát trong số những người da trắng tuổi từ 40-64, với phụ nữ da trắng trung niên tăng nhiều nhất.

### Giới tính
Ở các nước phương Tây, nam giới bị chết bởi tự sát nhiều hơn nữ giới, mặc dù nữ giới lại cố gắng tự sát nhiều hơn. Một số chuyên gia xã hội cho rằng nữ giới cố gắng tự sát nhiều hơn là do tình trạng mất cân bằng giới tính trầm trọng.
| no data < 1 1–5 | 5–5.8 5.8–8.5 8.5–12 | 12–19 19–22.5 22.5–26 | 26–29.5 29.5–33 | 33–36.5 >36.5 |

Trong The Eclipse: A Memoir of Suicide, tác giả Antonella Gambotto-Burke báo cáo rằng ở những nước phương Tây, nam giới đang dẫn đầu về "tỷ lệ tự hủy diệt" (chiếm 40% tổng số các vụ tự sát) và "nguyên nhân khiến họ quyết định tự sát thường là do cuộc sống cách ly, thất nghiệp và nợ nần. Giới tính nam có bản chất là (hoạt động) chinh phục... Biểu hiện của cái gốc tự trọng trong nam giới là anh ta bỏ qua mọi xúc cảm đơn thể (sự chinh phục đòi hỏi phải có 1 đối tác). Một người đàn ông không thể cảm thấy mình là đàn ông nếu anh ta không có 1 đối tác, một đoàn thể hoặc một nhóm để cùng trò chuyện. Nam tính là một trò được chơi trên bình diện đối xứng. Do đó, ý nghĩa của nam giới tự tan rã khi đối tác vắng mặt."

### Độ tuổi
Ở nhiều quốc gia, tỉ lệ tự sát cao nhất ở độ tuổi trung niên hoặc lớn tuổi hơn. Tuy nhiên, số vụ tự sát nhiều nhất nằm ở độ tuổi từ 15 đến 29 do lượng người ở độ tuổi này đông. Trên thế giới, độ tuổi tự sát trung bình từ 30 đến 49 đối với cả nữ và nam. Điều này có nghĩa là phân nửa số người chết vì tự sát đều ở khoảng 40 tuổi đổ lại, nửa còn lại từ 40 tuổi trở lên. Tỉ lệ tự sát ở trẻ em rất thấp, nhưng tăng dần trong giai đoạn chuyển thành thanh thiếu niên.

### Uống rượu và sử dụng ma túy
Tại Hoa Kỳ 16,5% các vụ tự sát có liên quan đến rượu. Nghiện rượu làm tăng khả năng tự sát lên gấp 5 đến 10 lần, trong khi dùng các chất kích thích khác làm tăng nguy cơ này lên 10 đến 20 lần. Khoảng 15% của những người nghiện rượu tự sát, và khoảng 33% các vụ tự sát ở người dưới 35 tuổi có chẩn đoán lâm sàng uống rượu hoặc lạm dụng các chất khác, hơn 50% tất cả các vụ tự sát có liên quan đến sự phụ thuộc vào rượu hoặc ma túy. Ở thanh thiếu niên, việc lạm dụng rượu hoặc ma túy đóng một vai trò quan trọng, chiếm đến 70% các vụ tự sát.

### Sắc tộc
Tỷ lệ tự sát trong nước có sự khác biệt đáng kể giữa các quốc gia và giữa các dân tộc. Ví dụ, ở Hoa Kỳ, người da trắng không có nguồn gốc Tây Ban Nha có khả năng tự sát cao hơn 2,5 lần so với người Mỹ gốc Phi hoặc gốc Tây Ban Nha. Ở UK, tỷ lệ tự sát khác nhau đáng kể giữa các vùng miền khác nhau trong nước. Tại Scotland, tỷ lệ tự sát khoảng gấp đôi ở nước Anh.

### Tỉ lệ tự sát ở các quốc gia trên thế giới

Thống kê tỷ lệ tự sát trên 100.000 dân theo quốc gia (2009)

| Quốc gia   | Nam  | Nữ   | Tổng Cộng | Năm  |
| ---------- | ---- | ---- | --------- | ---- |
| Lithuania  | 68,1 | 12,9 | 38,6      | 2005 |
| Belarus    | 63,3 | 10,3 | 35.1      | 2003 |
| Nga        | 58,1 | 9,8  | 32,2      | 2005 |
| Slovenia   | 42,1 | 11,1 | 26,3      | 2006 |
| Hungary    | 42,3 | 11,2 | 26,0      | 2005 |
| Kazakhstan | 45,0 | 8,1  | 25,9      | 2005 |
| Latvia     | 42,0 | 9,6  | 24,5      | 2005 |
| Nhật Bản   | 34,8 | 13,2 | 23,7      | 2006 |
| Guyana     | 33,8 | 11,6 | 22,9      | 2005 |
| Ukraina    | 40,9 | 7,0  | 22,6      | 2005 |
| Hàn Quốc   | 29,6 | 14,1 | 21,9      | 2006 |

#### Nhật Bản

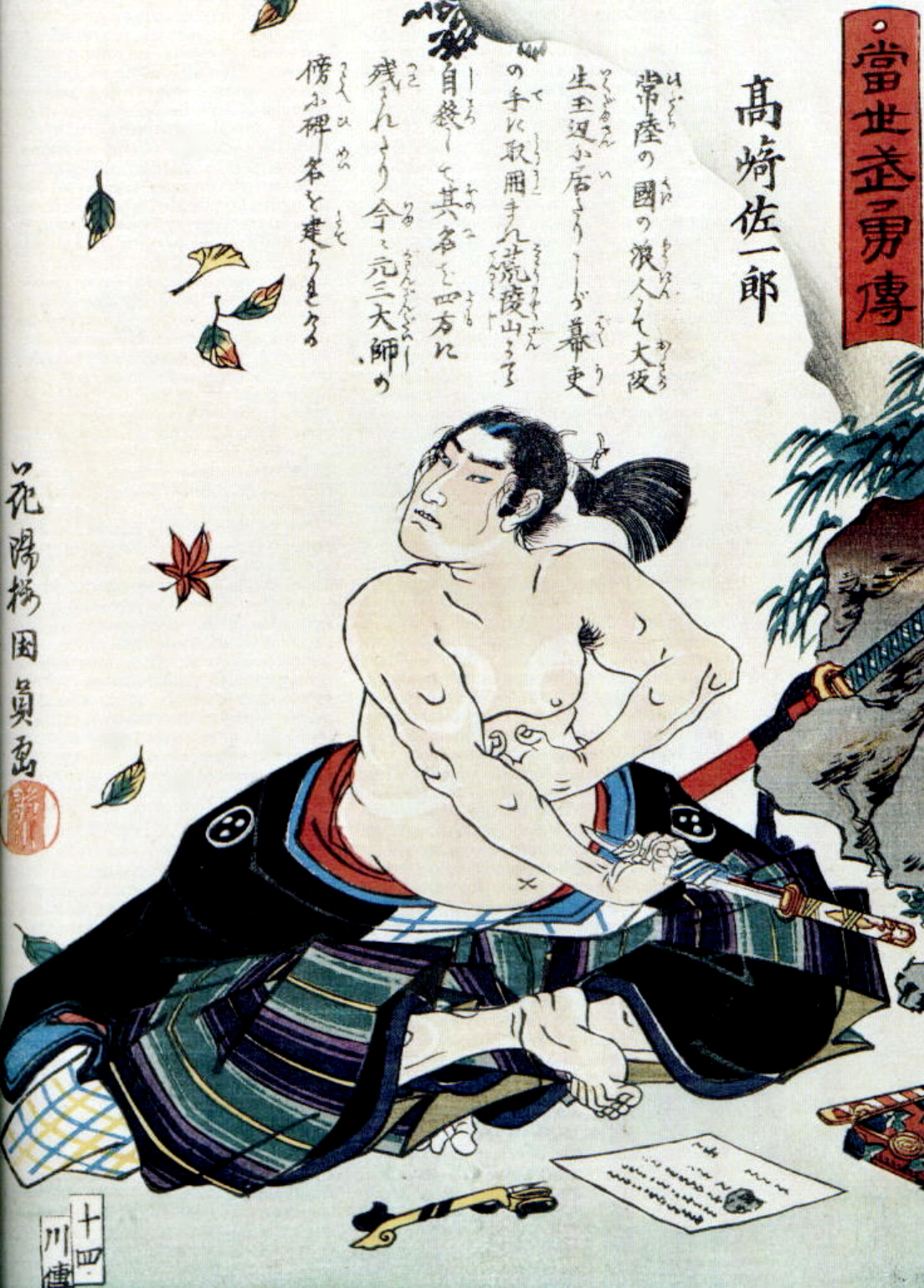
Một samurai chuẩn bị thực hiện nghi thức seppuku.

Nhật Bản là một trong những nơi có tỷ lệ tự sát cao nhất trong thế giới công nghiệp (26 trên 100.000 người). Trong năm 2006, tỷ lệ tự sát của Nhật Bản là 23,6 trên 100.000 dân cư và tốt hơn đáng kể so với con số này ở các nước Đông Âu, chẳng hạn như Litva (38,8) và Nga (32,3). Tỉ lệ tự sát tại Nhật Bản xếp thứ 8 trên toàn thế giới.
Số vụ tự sát đạt kỷ lục 34.427 vụ vào năm 2003 (tăng 7,1% so với năm 2002), so với 33.093 vụ trong năm 2007 (tăng 2,9%), 32.249 vụ trong năm 2008 (giảm 2,6%) và 32.845 trong năm 2009 (tăng 1,85%). Theo số liệu của cảnh sát quốc gia, ba phần tư số vụ tự sát trong năm 2007 đều có nạn nhân là nam giới, và 60% người tự tử là do thất nghiệp, trong khi tỷ lệ tự sát ở cấp cao tăng lên. Chính phủ cho biết chỉ có 81 vụ tự sát trong năm 2007 là do làm việc quá sức hoặc căng thẳng, gây ra hiện tượng tử vong do làm việc quá sức, thông thường là do tình trạng thừa lao động. Tuy nhiên, cảnh sát quốc gia công nhận trong năm 2007 đã có 2.200 vụ tự sát xảy ra do vấn đề việc làm. Trong năm 2009, 6.949 người tự sát vì trầm cảm (21%), 1.731 người do những khó khăn của cuộc sống hàng ngày (5%) và 1.071 người do mất việc làm (3%).
Theo thứ tự giảm dần, tháng 3, tháng 4 và tháng 5 là thời gian người Nhật tự sát nhiều nhất, điều này có lẽ bởi vì năm tài chính kết thúc ngày 31 tháng 3 theo truyền thống Nhật Bản. Trong năm 2009, thống kê ghi lại chủ yếu các vụ tự sát của người lao động vào tháng 3, người làm nội trợ trong tháng 4-tháng 5 và thất nghiệp trong tháng 5-tháng 6. Rất ít vụ tự sát xảy ra vào cuối tuần, nhiều nhất là vào thứ Hai.
Trong năm 2008, một nghiên cứu chính phủ Nhật Bản cho thấy gần 1/5 người Nhật Bản từng nghiêm túc nghĩ về việc tự sát vào một số thời điểm trong cuộc sống của họ. Trong năm 2010, một nghiên cứu mới cho thấy rằng tự sát ở Nhật Bản có chi phí nền kinh tế khoảng 2,7 tỉ yên mỗi năm.

#### Canada
Bước vào thế kỷ 21, tỷ lệ tự sát ở Quebec là một kỷ lục đã vượt Nga, Litva và Kazakhstan. Trong năm 2001, 1.334 người dân Quebec - trong đó có 1.055 người (79%) - đã tự sát. Tỷ lệ tự sát ở nam giới trẻ tuổi là một trong những tỉ lệ cao nhất thế giới: 30,7 trên 100.000 dân. Tình hình trở nên tồi tệ hơn kể từ năm 1965, khi cuộc Cách mạng Thầm Lặng diễn ra.

#### Hàn Quốc
Hàn Quốc là quốc gia được xếp cao nhất trong các nước thuộc Tổ chức hợp tác và phát triển kinh tế (OECD) và liên tục có số vụ tự sát thuộc hàng đầu trong nhóm các nước phát triển. Nhà ga tàu điện ngầm ở Seoul đã phải dựng hàng rào chắn để ngăn người nhảy xuống lúc tàu đến, đồng thời 8 cây cầu trong thành phố đều được lắp đặt hệ thống camera CCTV nhằm phát hiện nhanh những người có ý tự sát. Quốc gia này là nơi thường xuyên diễn ra các vụ tự sát của sinh viên, ca sĩ, người mẫu, diễn viên, vận động viên thể thao, người nổi tiếng, trong đó đáng chú ý nhất phải kể đến vụ tự sát của cựu tổng thống Roh Moo-hyun vào năm 2009. Trong chưa đầy 4 tháng đầu năm 2011, bốn sinh viên và một giáo sư của Viện Đại học KAIST - một trong những ngôi trường danh tiếng bậc nhất Hàn Quốc - đã lần lượt tự sát.
Theo một chuyên gia về tâm thần học tại Đại học Seoul và cũng là thành viên trong Hiệp hội ngăn chặn tự sát ở Hàn Quốc, "tự sát tập thể" là một vấn nạn khá phổ biến ở nước này và đồng thời đang có xu hướng tăng cao. Tỷ lệ này đặc biệt tăng mạnh sau cuộc khủng hoảng tài chính châu Á năm 1997 và vẫn tiếp tục tăng sau đó. Trong vòng 5 năm trước 2007, tỷ lệ tự sát ở Hàn Quốc còn gia tăng gấp đôi. Năm 2011, trước tình hình này, một số người đã đứng ra tổ chức những khoá học chết thử, với lý do "trải nghiệm cảm giác sắp chết sẽ mang lại ý nghĩa về sự sống cho tất cả mọi người, bất kể họ già hay trẻ". Mục đích của chương trình này là muốn người tham gia "nghĩ về cuộc sống và tận hưởng nó một cách có ý nghĩa hơn" thay vì tự tìm đến cái chết.

#### Cộng hoà Nhân dân Trung Hoa
Thống kê về tự sát ở Cộng hòa nhân dân Trung Hoa có phần gây tranh cãi trong đó nghiên cứu độc lập thường tạo ra các ước tính chênh lệch đáng kể với số liệu thống kê chính thức do chính phủ cung cấp. Trên cơ sở dữ liệu thu thập vào năm 1999, chính phủ ước tính tỷ lệ tự sát là 13,9, thấp hơn nhiều so với tỷ lệ trong các nước Đông Á: Nhật Bản (24,4) và Hàn Quốc (21,9). Tuy nhiên, dựa trên cùng một nguồn dữ liệu, Trung tâm Phòng ngừa và Nghiên cứu tự sát Bắc Kinh đưa ra con số tỷ lệ trung bình là 28,7. Trong khi đó, theo báo cáo "Gánh nặng bệnh tật toàn cầu" do Tổ chức Y tế thế giới (WHO) công bố, tỷ lệ này ước tính khoảng 30,3.
Cộng hòa nhân dân Trung Hoa là quốc gia duy nhất trong số các nước trên thế giới trong đó người nông thôn tự sát nhiều hơn so với người thành thị mỗi năm: theo số liệu thống kê chính thức của chính phủ, năm 1999 tỷ lệ tự sát trên 100.000 người là 13,0 đối với thành thị và 14,8 đối với nông thôn. Theo số liệu thống kê chính thức của chính phủ, tỷ lệ ở thành thị (13,0 trên 100.000 người mỗi năm) là thấp hơn so với nhiều nước khác, bao gồm cả một số nước phương Tây, chẳng hạn như Hoa Kỳ, Úc và Đức.
Trên cơ sở của một nghiên cứu năm 2008, nhiều kết luận khá khác nhau được đưa ra: nông thôn tự sát nhiều hơn đô thị theo tỉ lệ 3:1. Sự bùng nổ lớn về việc thanh niên và người lớn tuổi tự sát đã xảy ra, tỷ lệ tự sát quốc gia tương đối cao 2-3 lần so với trung bình toàn cầu là điều hiển nhiên, và một tỷ lệ nhỏ bệnh tâm thần, đặc biệt lâm sàng trầm cảm, tồn tại trong các nạn nhân tự sát. Có hơn 300.000 vụ tự sát ở Trung Quốc hàng năm. Trung Quốc chiếm hơn 30% số vụ tự sát trên thế giới. Tỷ lệ tự sát ở lưu vực sông Dương Tử cao hơn khoảng 40% so với các vùng khác của Trung Quốc.

#### Châu Âu
Theo một nghiên cứu trên 10 quốc gia châu Âu năm 2011, tỷ lệ tự sát đã tăng đột biến trong nhóm người ở độ tuổi đi làm tại 9 quốc gia châu Âu. Số người tự sát trong nhóm dưới 65 tuổi tăng từ 5% cho đến 17% trong năm 2007 đến 2009. Kết quả cuộc nghiên cứu cho biết, khủng hoảng làm tăng tỷ lệ tự sát ở châu Âu do dẫn đến chỉ số thất nghiệp tăng hơn 1/3 so với trước đó. Một nhà nghiên cứu đánh giá rằng tỷ lệ tự sát vốn đang trên đà giảm nhẹ đã đột ngột tăng ngay sau khi khủng hoảng xảy ra. Bên cạnh đó, BBC đưa ra báo cáo cho biết số đơn thuốc chống trầm cảm đã tăng hơn 40% trong vòng 4 năm từ cuộc khủng hoảng.

## Các khía cạnh xã hội

### Sự can thiệp
Quan điểm chính của y học hiện đại cho rằng tự sát có quan hệ với sức khỏe tâm thần, kết hợp với yếu tố tâm lý như khó khăn trong việc đối phó với trầm cảm, những đau khổ không thể tránh được, sợ hãi, hoặc các rối loạn tâm thần và áp lực khác. Một cố gắng tự sát đôi khi như là một "tiếng cầu cứu" và kêu gọi sự quan tâm, hoặc để bày tỏ nỗi thất vọng và muốn giải thoát, chứ không phải là ý định thật sự muốn chết. Hầu hết những người cố gắng tự sát đều không thành công trong lần thực hiện đầu tiên; những người này nếu tiếp tục lặp lại hành động tự sát sẽ có xác suất thành công cao hơn. Trong một nghiên cứu năm 2021, các nhà khoa học đã đề xuất rằng việc cho rằng những người có suy nghĩ tự sát là bị bệnh có thể gây trở ngại trong việc ngăn chặn tự sát . Họ sử dụng phương pháp thống kê Bayes, kết hợp với lý thuyết cơ chế mindsponge , để khám phá các quá trình dẫn đến sự xuất hiện của suy nghĩ tự sát mà rối loạn tâm thần đóng một vai trò rất nhỏ và kết luận rằng có nhiều trường hợp mà ý tưởng tự sát đại diện cho một lựa chọn trong phân tích chi phí - lợi ích giữa sự sống và cái chết. Những người trong trường hợp đấy có thể không được gọi là "bệnh nhân".

## Một số vụ tự sát nổi tiếng

### Chính trị gia
- Roh Moo Hyun, Tổng thống Hàn Quốc. Nguyên nhân cái chết được đánh giá là không chịu nổi sức ép từ những cáo buộc tham nhũng nhằm vào ông cũng như người thân.
- Getulio Vargas, Tổng thống Brasil, đã chọn cái chết vào ngày 4 tháng 7, 1982 để trả lời cho sức ép yêu cầu từ chức từ những quan chức hàng đầu của quân đội. Lý do cho việc này đối thủ chính trị hàng đầu của Vargas khi đó là Carlos Lacerda bị ám sát không thành, và theo kết quả điều tra cho biết, kẻ đặt hàng vụ ám sát chính là chỉ huy lực lượng bảo vệ của tổng thống.
- Antonio Guzman, Tổng thống Dominica, tự sát trong phòng tắm bằng cách bắn vào đầu sau khi đảng cách mạng Dominica của Guzman từ chối ủng hộ ông trong Quốc hội. Nguyên nhân của sự từ chối này là những hứa hẹn về vấn đề kinh tế của đất nước và nạn tham nhũng ở lần tranh cử trước đều không được thực hiện mà còn có xu hướng tồi tệ đi. Chi phí của chính phủ vẫn tăng lên đều trong khi nền kinh tế Dominica phải đương đầu với nhiều vấn đề nghiêm trọng và sự xuất hiện của cơn bão David năm 1979 để lại thiệt hại nặng nề. Trong khi đó, phần lớn tiền việc trợ của các nước khác được phát hiện là chui vào túi riêng của các quan chức, trong đó Guzman là người bị buộc tội đầu tiên.
- Pierre Beregovoy, Thủ tướng Pháp, tự sát bằng cách bắn súng vào đầu bên bờ một con kênh vào ngày 1 tháng 5, 1993, sau khi từ chức thủ tướng vào tháng 3 cùng năm và tiếp tục chịu áp lực từ những cáo buộc khẳng định ông đã nhận 180.000 USD trong thời gian tranh cử, tuy một số người lập luận rằng điều này là không thể[129].
- Mahmoud Zuabi, Thủ tướng Syria, trong thời gian chờ điều tra bị quản thúc tại nhà đã tự sát bằng súng vào ngày 21 tháng 5, 2000. Trước đó, vào tháng 3 cùng năm ông đã bị cách chức, 2 tháng sau bi khai trừ khỏi Đảng Baath, sau đó dính vào rắc rối vụ điều tra của Viện Kiểm sát về tham nhũng từ hợp đồng máy bay.[130]
- Vua Trùng Quang Đế và tướng Nguyễn Súy nhà Hậu Trần, cùng tự vẫn trên đường bị quân Minh áp giải về Kim Lăng
- Chúa Trịnh Tông tự sát trên đường bị Nguyễn Trang áp giải để không lọt vào tay quân Tây Sơn
- Thái hậu Bùi Thị Nhạn nhà Tây Sơn, tự sát khi không còn đường thoát để không lọt vào tay quân Nguyễn.
- Phan Thanh Giản, Kinh lược sứ ba tỉnh miền Tây (Vĩnh Long, An Giang, Hà Tiên) của nhà Nguyễn, tự sát ngày 4 tháng 8 năm 1867 sau khi mất 3 tỉnh này.
- Hoàng Diệu, trấn thủ thành Hà Nội của nhà Nguyễn, tự sát tại Võ Miếu ngày 25 tháng 4 năm 1882 (tức ngày 8 tháng 3 năm Nhâm Ngọ) sau khi thành Hà Nội thất thủ.
- Võ Tánh, danh tướng nhà Nguyễn. Trong cuộc nội chiến với quân đội Tây Sơn, ông đã tự thiêu bằng thuốc súng và rơm khô tại thành Bình Định vào ngày 7 tháng 7 năm 1801 với lời đề nghị Trần Quang Diệu tha chết cho quân lính của mình.

### Các nhân vật khác
- Norman Morrison tự thiêu để chống chiến tranh của Mỹ ở Việt Nam.[131]
- Hòa thượng Thích Quảng Đức đã tự thiêu cho đạo pháp.
- Van Gogh, danh họa Hà Lan, tự sát bằng một khẩu súng lục và chết 2 ngày sau đó (năm 1890).
- Ernest Hemingway, nhà văn người Mỹ tự sát bằng súng năm 1961.
- Jang Ja Yeon đã tự sát tại nhà riêng vì bị ép buộc quan hệ tình dục quá nhiều
- Kurt Cobain, gương mặt của ban nhạc Nirvana đã tự sát bằng súng tại nhà riêng năm 1994.